# لوح الركمجة

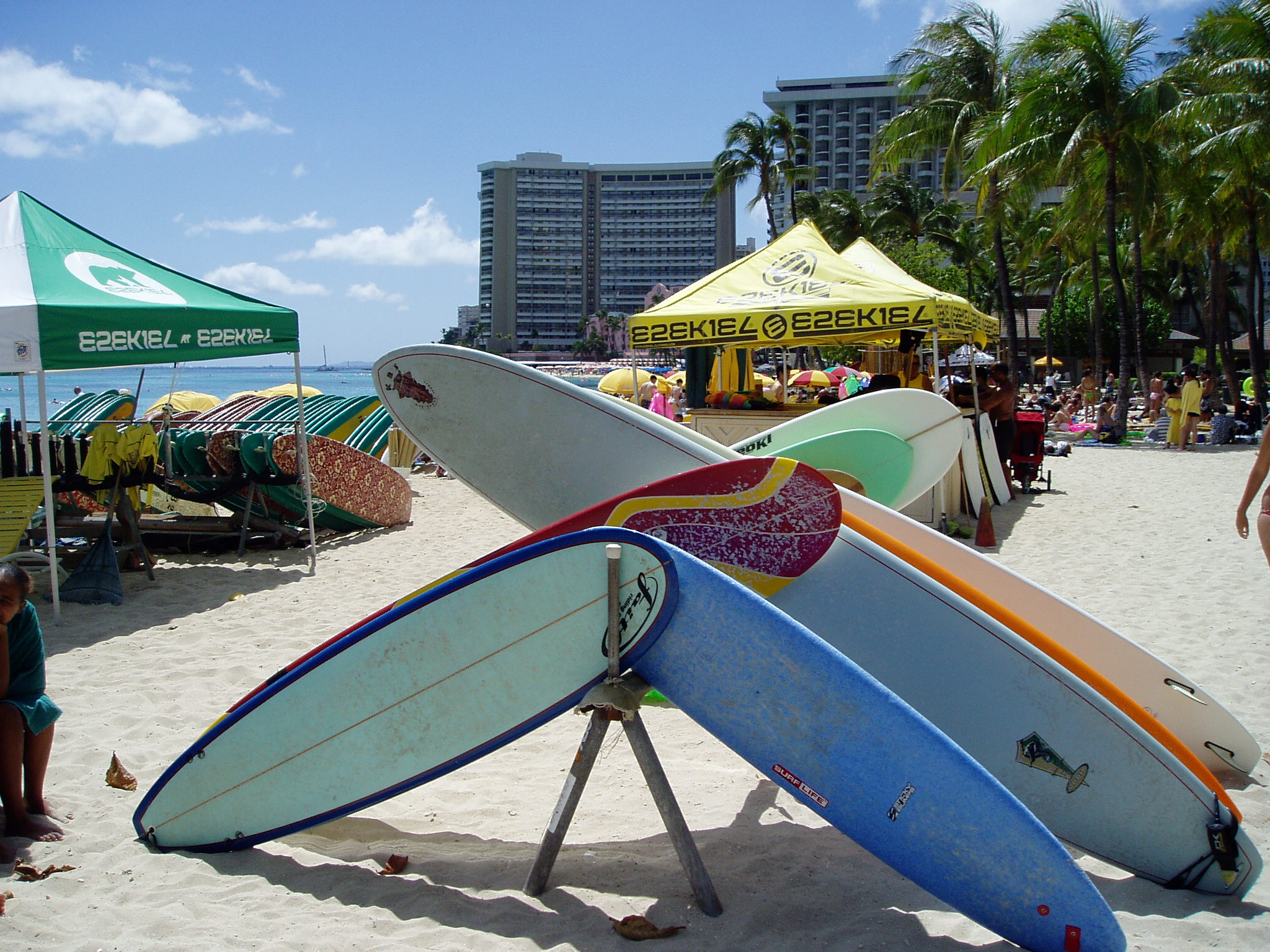
كومة من الألواح في وَيكيكي خلال مسابقة الركمجة

لوح الركمجة أو لوح ركوب الأمواج، يسمى في بعض المراجع بمزلجة الماء، هو لوح خشبي ضيق يستخدم في الركمجة. اللوح خفيف نسبيًا، ولكنه قوي بما يكفي لدعم الشخص الذي يقف عليها أثناء الركمجة في المحيط. اختُرع في هاواي القديمة، حيث كان يُعرف باسم بابا هي نالو في لغة هاواي، مصنوع من الخشب من الأشجار المحلية، مثل شجر سنط هاواي. وكانوا في كثير من الأحيان أطول من 460 سـم (15 قدم) وثقيل للغاية.